# Иванисово (Переславский район)
Ивани́сово — село в Переславском районе Ярославской области.
Постоянное население на 1 января 2007 года — 7 человек.

## История
Село Иванисово по писцовым книгам 1628—29 года записано за Григорием Томиловичем Чулковым, в 1654 году за Богданом и Григорьем Клементьевыми, в 1682 году за стольником Василием Ушаковым, тогда в селе было 2 двора крестьянских и 6 бобыльских.
В 1628 году здесь была деревянная церковь во имя святого Димитрия Солунского. На месте этой запустелой церкви выстроена была новая к 1653 году, но освящена она была уже во имя Покрова Пресвятой Богородицы. В 1689 году эта церковь была перестроена и освящена вновь в честь того же праздника. В 1770 году поручик Фёдор Максимович Воейков построил в Иванисове другую деревянную церковь в честь Феодоровской иконы Божией Матери.
В 1800 г. из богословского отделения Владимирской духовной семинарии ко храму с. Иванисова был назначен священник Павел Абрамович Спасский, в том же году переведен в с. Котлучино (Юрьев-Польский район). В 1809 г. из Богословского отделения Владимирской Духовной семинарии священником в с. Иванисово Переславского уезда был определен Василий Васильевич Беляев.
В начале XIX века вместо этих двух деревянных церквей началась постройка каменного храма. Тёплый придел был устроен в 1810 году и освящён в честь святого Димитрия Солунского. Главный храм продолжал строиться до 1820 года, освящён он во имя Покрова Божией Матери. В то же время была устроена каменная колокольня. Утварью, ризницей, святыми иконами и богослужебными книгами церковь снабжена вполне достаточно; украшения же на иконах и церковная ризница могли быть названы, особенно для сельской церкви, богатыми. От прежнего времени в церкви сохранялось Евангелие печати 1662 г. и рукописный Синодик с рисунками 1712 г.; на нём по листам подпись: «Приложил сию книгу в лицах Синодик и дал Переславского уезду Залесского Никитского стану в село Иванисово, в церковь Покрова Пресв. Богородицы и великого Чудотворца Николая, и Св. великомученика Димитрия (нужно думать, что это были приделы при устроенной в 1689 г. церкви) Троицкого Данилова монастыря иеромонах Евстафий, что был в мире в тоя церкви поп Евфимий, по себе и по своей душе».
В 1848 г. ко храму с. Иванисово был назначен священник Петр Иванович Елпидинский, в 1853 г. переведенный в с. Михалёво Ковровского уезда. С 1853 г. священником церкви с. Иванисово был Иван Михайлович Медушевский. Он окончил Владимирскую семинарию в 1850 г. С 1855 г священником с. Иванисово был Алексей Дмитриевич Разумовский (окончил Владимирскую семинарию в 1850 г.) Отец Алексий скончался 13 мая 1891 г. В 1873 г. был образован Иванисово-Ефимьевский с Петровским приход. Главной считалась Покровская церковь с. Иванисово, Троицкая с. Ефимьево и Петропавловская с. Петровского были приписными.
В 1876 г. в храме с. Иванисово служили священник Алексей Разумовский, диакон Евгений Нечаев, пономарь Иван Покровский.
Причта полагалось — священник и псаломщик. Приход состоял из с. Иванисово и дер. Икрино, Карсаково, Бакшево и Кичибухино, в которых в конце XIX в. жили 378 крестьян и 449 крестьянок. В 1883 г. в селе открылась земская школа, к 1893 г. число учащихся достигало 50 человек.
В 1891 г. ко храму с. Иванисово был назначен священник Александр Феодорович Добровольский, окончивший в 1890 г. Владимирскую семинарию. ..
Не позже 1930-х придел Дмитрия Солунского был закрыт, после войны происходят массовые выступления сельчан, боровшихся с властью за сохранение церкви, благодаря которым сохранилась трёхъярусная колокольня в стиле классицизма. Придел Дмитрия Солунского был разобран и пошёл на строительство местной фермы.

## Население
| 1859 | 1905 |
| ---- | ---- |
| 243  | 260  |

| 1859 | 1905 | 1926 | 2007 | 2010 |
| ---- | ---- | ---- | ---- | ---- |
| 243  | ↗260 | ↗292 | ↘7   | →7   |